# Личен вкус
„Личен вкус“ (на корейски: 개인의 취향; на английски: Personal Taste) е южнокорейски сериал, който се излъчва от 31 март до 20 май 2010 г. по MBC.

## Сюжет
Чон Джин Хо е архитект с перфектен външен вид, който е егоцентрик с мания за чистота.
Пак Ке Ин е дизайнерка на мебели. Тя е мила, импулсивна, но и доста мърлява в личните си навици. Живее в модернизиран ханок (традиционна корейска къща), проектиран от нейния баща, известен професор по архитектура. Ке Ин се стреми да произвежда успешни продукти и непрекъснато се опитва да впечатли баща си с творбите си. Дългогодишният ѝ приятел, Хан Чанг Рьол, се разделя с нея, след като ѝ изневерява.
Наранена от любовта, Ке Ин решава, че трябва да си намери съквартирант, който обаче да е гей. След поредица от недоразумения тя решава, че точно Джин Хо е този човек и така двамата заживяват заедно.
По време на съвместното си съжителство Джин Хо постепенно насърчава Ке Ин и ѝ помага да се трансформира в по-добра версия на себе си, уверена и със силна воля. На фона на трансформацията и скритите истини Ке Ин и Джин Хо започват да развиват чувства един към друг, които постоянно отричат.
Какво ще се случи, когато мъжът, който се преструва на гей, и жената, която го смята за гей, се влюбят?

## Актьори
- Сон Йе-джин – Пак Ке Ин
- И Мин-хо – Чон Джин Хо
- Ким Джи Сок – Хан Чанг Рьол
- Уанг Джи Хье – Ким Ин Хи
- Рю Сънг Рьонг – Че До Бин
- Чо Ън Джи – И Йонг Сун
- Им Съл Онг – Ким Те Хун
- Пак Хе Ми – Чон Чанг Ми
- Ан Сук Хуан – Хан Юн Суб